# 판도라의 상자 (1994년 영화)
《판도라의 상자》(영어: Threesome)는 미국에서 제작된 앤드루 플레밍 감독의 1994년 에로틱 코미디 드라마 영화이다. 조시 찰스, 라라 플린 보일 등이 출연하였고, 브래드 크러보이 등이 제작에 참여하였다.

## 출연
- 조시 찰스
- 라라 플린 보일
- 스티븐 볼드윈
- 알렉시스 아켓
- 마사 게이먼
- 마크 아널드
- 미셸 매서슨
- 조앤 배런

## 기타 제작진
- 라인 제작: 트레이시 그레이엄라이스
- 협력 제작: 데이비드 스타인
- 공동 제작: 브래드 젱클
- 미술: 이보 크리스탄테
- 의상: 데버라 에버턴